# Graški graben
Graški graben je levi pritok potoka Medija, ki teče skozi Zagorje ob Savi in se kot levi pritok izliva v reko Savo. Graški graben se v Medijo izliva pri naselju Kisovec.